# Polynema silvae
Polynema silvae är en stekelart som beskrevs av Girault 1920. Polynema silvae ingår i släktet Polynema och familjen dvärgsteklar. Inga underarter finns listade i Catalogue of Life.